# Nicolas Masson

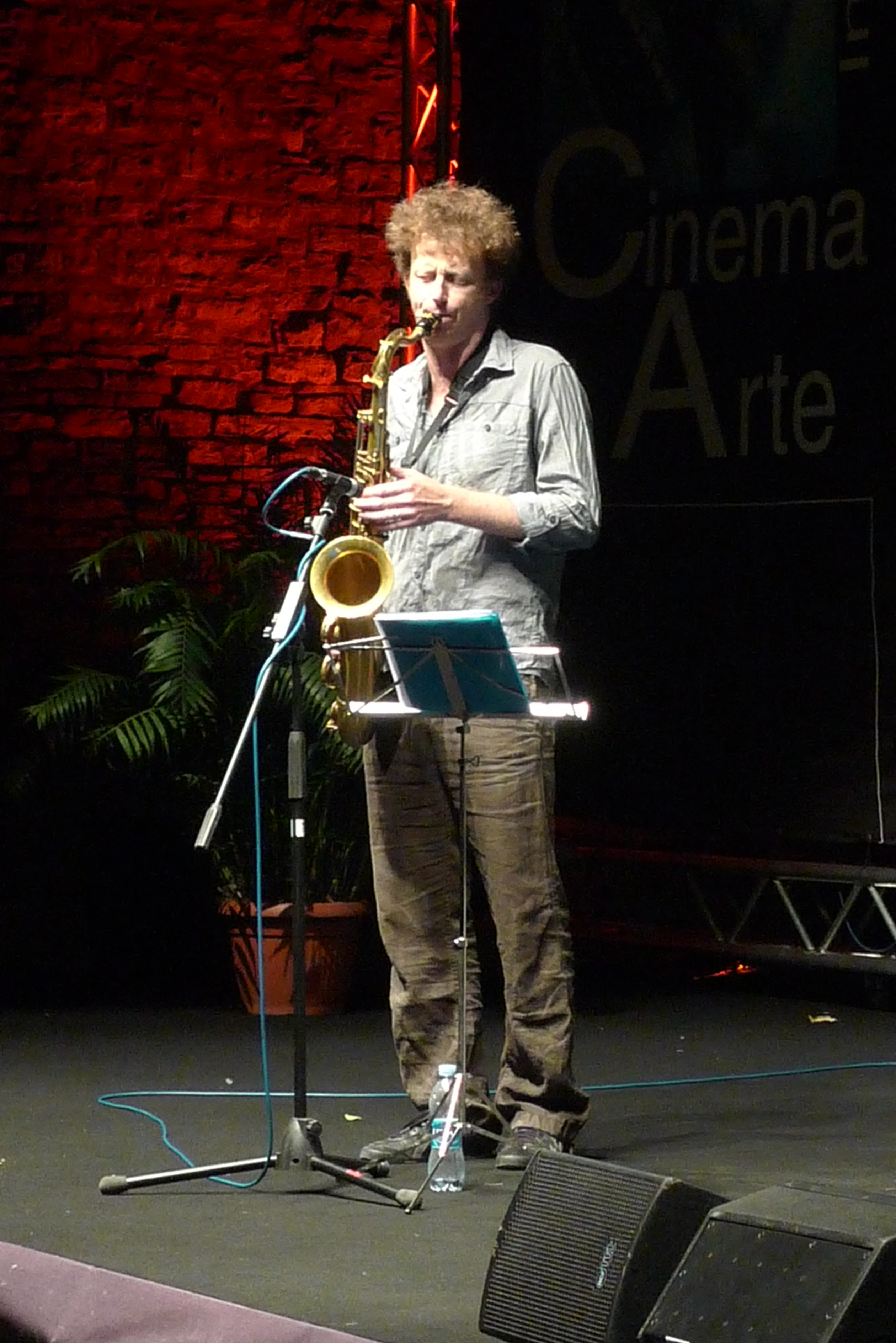
Nicolas Masson (2010)

Nicolas Masson (* 1972 in Genf) ist ein Schweizer Jazzmusiker (Tenorsaxophon, Klarinette, Bassklarinette, Komposition).

## Leben und Wirken
Masson kam im Rahmen einer Weltreise mit 20 Jahren zur improvisierten Musik: In New York begegnete er Cecil Taylor und dem Schlagzeuger J. R. Mitchell, danach studierte er bei Frank Lowe und Makanda Ken McIntyre. Zurück in Genf setzte er sein Jazzstudium am Conservatoire Populaire du Musique bis zum Abschluss im Jahr 2000 fort. Daneben absolvierte er Meisterkurse bei Lee Konitz, Dave Douglas und Misha Mengelberg.
Heute gilt er als eine der führenden Figuren der neuen Schweizer Jazzszene. Er spielte mit Ben Monder, Gerald Cleaver, Kenny Wheeler, Kris Davis, Eivind Opsvik, Russ Lossing, Colin Vallon, Tom Arthurs und weiteren. Mit seinem internationalen Quartett entstanden mehrere Aufnahmen seit 2002; in der Schweiz ist er auch mit seinem Quartett Parallels unterwegs. Daneben entstand 2010 mit den Italienern Roberto Pianca (Gitarre) und Emanuele Maniscalco (Schlagzeug, Klavier) das kollaborative Trio Third Reel, mit dem er seit 2013 zwei Alben auf ECM Records veröffentlichte. Seit 2017 gehört er zu Bänz Oester & The Rainmakers.

## Diskographische Hinweise
- Nicolas Masson Quartet: Awake (Altrisuoni 2002. Mit Russ Johnson, Eivind Opsvik, Mark Ferber)
- Nicolas Masson Quartet: Yellow (A Little Orange) (Fresh Sound/New Talent 2006. Mit Russ Johnson, Eivind Opsvik, Gerald Cleaver)
- Nicolas Masson Parallels: Thirty Six Ghosts (Clean Feed Records 2009, mit Colin Valon, Patrice Moret, Lionel Friedli)
- Departures (Fresh Sound/New Talent 2011, mit Ben Monder, Patrice Moret, Ted Poor)
- Nicolas Masson-Roberto Pianca-Emanuele Maniscalco, Third Reel (ECM Records, 2013)
- Nicolas Masson-Roberto Pianca-Emanuele Maniscalco, Many More Days (ECM Records, 2015)
- Nicolas Masson Quartet, Travelers (ECM, 2018, mit Colin Vallon, Patrice Moret, Lionel Friedli)